# Police intelligence
Police intelligence fait référence à un élément de la police britannique. Occupés par des agents de police et du personnel de soutien, son but est de suivre et de prédire les crimes en vue de les arrêter. Il est paru comme un domaine émergent, qui a gagné de l'ampleur après que le National Criminal Intelligence Service (NCIS) a lancé le Modèle national du renseignement, qui a officialisé l'intelligence de contribution que possède les services de police.

## Fonctions[3]
Les analystes du renseignement enquêtent sur des crimes. Ils fournissent ensuite des recommandations sur la façon d'arrêter ou de freiner les infractions. Dans ce cadre, les analystes fabriquent des profils individuels de criminels, et produisent stratégie et tactique (globale à long terme, spécifique à court terme) des estimations dans les limites fixées par les forces de police individuelle.
Les évaluations et les profils sont utilisés à la fois pour surveiller mais aussi pour prévoir la criminalité, visant à déplacer de police de l'enquête « réactionnaire » de l'enquête « proactive ».
Les analystes cherchent des liens à travers une grande quantité de sources de renseignement pour travailler sur ce qui se passe, et faire des recommandations. Cela se fait à tous les niveaux, des postes de police locaux qui traitent des questions de la ville, à la criminalité du comté, la criminalité régionale et au-delà.

## Critiques
Certains craignent les dérives et problème liés aux algorithme et aux Intelligence artificielle de prédictions des crimes et délits :
- En Belgique, Amnesty international craint un « profilage ethnique »[4].
- Le documentaire Prédire les crimes de Monika Hielscher et Matthias Heeder met en lumière certains risques liés à cette pratique[5].